# EVI2A
EVI2A (англ. Ecotropic viral integration site 2A) – білок, який кодується однойменним геном, розташованим у людей на довгому плечі 17-ї хромосоми. Довжина поліпептидного ланцюга білка становить 236 амінокислот, а молекулярна маса — 26 213.
| 10         |  | 20         |  | 30         |  | 40         |  | 50         |
| ---------- |  | ---------- |  | ---------- |  | ---------- |  | ---------- |
| MPTDMEHTGH |  | YLHLAFLMTT |  | VFSLSPGTKA |  | NYTRLWANST |  | SSWDSVIQNK |
| TGRNQNENIN |  | TNPITPEVDY |  | KGNSTNMPET |  | SHIVALTSKS |  | EQELYIPSVV |
| SNSPSTVQSI |  | ENTSKSHGEI |  | FKKDVCAENN |  | NNMAMLICLI |  | IIAVLFLICT |
| FLFLSTVVLA |  | NKVSSLRRSK |  | QVGKRQPRSN |  | GDFLASGLWP |  | AESDTWKRTK |
| QLTGPNLVMQ |  | STGVLTATRE |  | RKDEEGTEKL |  | TNKQIG     |  |            |

A: Аланін

C: Цистеїн

D: Аспарагінова кислота

E: Глутамінова кислота

F: Фенілаланін

G: Гліцин

H: Гістидин

I: Ізолейцин

K: Лізин

L: Лейцин

M: Метіонін

N: Аспарагін

P: Пролін

Q: Глутамін

R: Аргінін

S: Серин

T: Треонін

V: Валін

W: Триптофан

Кодований геном білок за функцією належить до фосфопротеїнів. 
Задіяний у такому біологічному процесі, як альтернативний сплайсинг. 
Локалізований у мембрані.